# Varieté (álbum)
Varieté es el decimoquinto álbum de estudio del cantautor británico Marc Almond. Fue lanzado el 7 de junio de 2010 a través de Strike Force Entertainment, subsidiaria de Cherry Red Records.

## Relanzamiento
El 9 de diciembre de 2016, Cherry Red Records reeditó el álbum como un doble LP. Esta edición de coleccionista, limitada a solo 500 copias, tuvo una portada alternativa al lanzamiento original.

## Recepción de la crítica
Varieté recibió críticas mixtas de los críticos. The Scotsman describió el álbum como “una diversión traviesa y liviana en comparación con los viajes más oscuros y torturados de Almond en la chanson europea, pero es reconfortante escucharlo deleitándose en el campo de la irreverencia.” Andrew Perry de The Telegraph escribió: “Después de dos álbumes de baladas rusas, aquí vuelve a visitar la sordidez de cabaret compuesta por él mismo y dirigida por el piano de sus álbumes en solitario de los años ochenta.” El sitioweb Compulsion Online dijo que Marc Almond, “ha encontrado una vez más su verdadera voz, aprovechando una rica veta de música, sin volver ni verse obligado a asumir el sonido actual.” The Guardian lo describió un “estado de ánimo nostálgico,” pero vio el álbum como “surcos ya arados.” Simon Price, en su reseña para The Independent, llamó al álbum “una autobiografía y también un himno al underground” y afirmó que Almond “está decidido a exprimir la vida hasta la última gota.” AllMusic elogió la producción por fluir “libremente desde escenarios sobrios, nocturnos en el salón de cócteles, hasta declaraciones orquestales grandes y audaces.” También tenía más comentarios sobre los bonus tracks disponibles en la edición limitada del álbum, afirmando que las canciones “más minimalistas, basadas en acústica” brillan “una luz más brillante sobre las habilidades de composición de Almond.”

## Lista de canciones
| Varieté – edición estándar |                                                 |          |  |
| N.º                        | Título                                          | Duración |  |
| 1.                         | «(Intro)» (Marc Almond, Michael Cashmore)       | 0:42     |  |
| 2.                         | «Bread and Circus» (Almond, Alexei Fedorov)     | 3:47     |  |
| 3.                         | «Nijinsky Heart» (Almond, Roland Faber)         | 3:59     |  |
| 4.                         | «The Exhibitionist» (Almond, Martin Watkins)    | 4:44     |  |
| 5.                         | «The Trials of Eyeliner» (Almond, Cashmore)     | 5:44     |  |
| 6.                         | «Lavender» (Almond, Watkins)                    | 5:25     |  |
| 7.                         | «Soho So Long» (Almond, Fedorov, Neal Whitmore) | 3:37     |  |
| 8.                         | «Unloveable» (Almond, Faber)                    | 2:47     |  |
| 9.                         | «Sandboy» (Almond, Watkins)                     | 4:41     |  |
| 10.                        | «It's All Going On» (Almond, Faber)             | 4:32     |  |
| 11.                        | «Variety» (Almond, Faber)                       | 3:31     |  |
| 12.                        | «Cabaret Clown» (Almond)                        | 3:09     |  |
| 13.                        | «My Madness and I» (Almond, Whitmore)           | 4:34     |  |
| 14.                        | «But Not Today» (Almond, Whitmore)              | 4:29     |  |
| 15.                        | «Swan Song» (Almond, Whitmore)                  | 3:41     |  |
| 16.                        | «Sin Song» (Almond, Cashmore)                   | 7:03     |  |